# ナルコス:メキシコ編
『ナルコス:メキシコ編』は、カルロ・バーナードとダグ・ミロによって創作された、アメリカ合衆国のNetflixの犯罪ドラマシリーズである。

## 概要
『ナルコス:メキシコ編』はメキシコの麻薬戦争を、独立した数多くの中小の麻薬組織が乱立していた1980年代前半から2000年代前半にかけて、当時起きた出来事と登場人物を基に、当時の映像と創作を取り入れて描く。主にスペイン語と英語が使われる。
当初は『ナルコス』のシーズン4として企画されていた。『ナルコス』のシーズン1から3がコロンビアの麻薬戦争を扱っていたのに対し、本シリーズはその名の通りに、メキシコを主要舞台にアメリカとコロンビアを描く。
2018年11月16日にNetflixで配信開始された。2018年12月5日、シーズン2の製作が発表され、2020年2月13日に配信された。2020年10月28日、シーズン3の製作が発表され、2021年9月20日、シーズン3が最終シーズンとなることが発表され、2021年11月5日に配信された。

## あらすじ

### シーズン1
1981年、元メキシコ連邦警察出身の強力な指導者ミゲル・アンヘル・フェリクス・ガジャルド率いるグアダラハラ・カルテルは、ドン・ネトやラファを傘下に広大なマリファナ畑を作り上げ、メキシコの一大カルテルとなる。
さらにフェリクスは抗争を経てメキシコの多くの麻薬組織を束ねた"プラサ"を作り出す。"プラサ"は腐敗したPRIの政治家やメキシコ政府、軍や警察当局を取り込み、アメリカ市場にマリファナとアヘンを輸出して巨益をあげる。やがてフェリクスはマリファナとアヘンに飽き足らず、コロンビアのカリ・カルテルとメデジン・カルテルのコカインの、メキシコを経由したアメリカへの輸送にも乗り出す。
このころ、アメリカDEA捜査官でメキシコ系のエンリケ・"キキ"・カマレナは、身重の妻と息子とともにカリフォルニア州からメキシコのDEAグアダラハラ支局に赴任して捜査に加わるが、メキシコの政界や警察、軍までを巻き込んだ構造的な腐敗に直面する。
しかしフェリクスが"プラサ"の主と知ったキキは更なるフェリクスの捜査を進め、ティフアナの国境でフェリクスを逮捕一歩手前に追い込んだり、焦ったラファがアメリカ人作家のジョン・クレイ・ウォーカーをDEA捜査官と間違え殺害したり、さらに潜入調査で知ったラファの広大なマリファナ畑をメキシコ警察とDEAの下で壊滅させるも、その報復としてキキはラファやメキシコ司法警察の汚職官僚の下で1985年2月にグアダラハラで誘拐される。
メキシコ政府と司法警察のやる気のない誘拐捜査に激怒したキキの妻やDEAの上司ハイメ・クイケンダールの奔走が、アメリカ政府とDEA本部、マスコミを動かし、その結果メキシコ司法警察の犯人捜査トップは解雇され、キキやDEAに協力的なギレルモ・ゴンザレス・カルデローニが犯人捜査とカルテル壊滅作戦のトップに付く。
しかし拷問の末キキは殺害され、その後フェリクスは逃走、間もなくグアダラハラ・カルテル幹部のドン・ネトやラファは逮捕され、組織は危機に陥る。だがフェリクスは政府幹部が自分に協力した証拠と賄賂を使って、カルデローニによる逮捕を逃れ、緩みかけた組織を守る。
カルテル幹部のドン・ネトやラファの逮捕で犯人捜査とカルテル壊滅作戦が一段落したとされ、ハイメもカルデローニも転出させられる。しかしキキの死によって怒りを増したDEAとアメリカ政府（とメキシコ警察）対、フェリクスとグアダラハラ・カルテルとの大規模な闘争が始まり、ロナルド・レーガン政権の下で人数が倍増したDEAは、フェリクスとグアダラハラ・カルテルを追う新チームの指揮官のウォルト・ブレスリンと彼の部下達をメキシコに派遣し、"レジェンダ作戦"を開始する。

### シーズン2
キキ殺害の報復のためにDEAはレジェンダ作戦を立て、指揮するウォルト・ブレスリンは誘拐と拷問をもためらわずに殺害犯を探す。キキ捜査官の殺害の経緯を知るメキシコの国防大臣の甥を逮捕するが、捜査は政治的判断からアメリカ国務省によって強制的に終結させられる。
国境を介してカリフォルニア州のサンディエゴに接するティフアナ・カルテルを通るシナロア・カルテルの麻薬に、フェリクスが税を課して両カルテル間に緊張が高まる。シナロア・カルテルの幹部のエル・チャポはティフアナを通さないためにトンネルを掘る。これを知ったウォルト捜査官は両カルテルを対立させるためにトンネルの存在をリークし、ティフアナ・カルテルはトンネルを破壊する。
シナロア・カルテルのパルマは、国境を介してテキサス州のエルパソに接するフアレス・カルテルのアコスタと組み、フェリクスに対抗しようとする。これをかぎつけたフェリクスはパルマとアコスタの殺害を命じる。アコスタはウォルト捜査官に接近しつつメキシコの新聞に暴露記事を載せるが、カルデローニらメキシコ連邦警察とこれに協力するFBIに襲撃されて殺される。
しかしメキシコ連邦警察とDEAによる麻薬の押収が増えてフェリクスは苦境に落ちる。フェリクスはマリアと離婚し、イサベラはフェリクスに隠れ、ティフアナ・カルテルと組んでアメリカにコカインを輸出しようとする。
フェリクスはCIAによるニカラグアのコントラへの武器輸送を請け負ってCIAに食い込む。さらにフェリクスは、ライバルのガルフ・カルテルの指導者フアン・ゲラに近い、メキシコ大統領選挙で候補となったPRIのカルロス・サリナス・デ・ゴルタリに近づこうとするが拒否されるものの、不正選挙にかかわることで兄弟を通じて懇意になってゆく。
コロンビアのカリ・カルテルのパチョと交渉し、そのコカイン輸送をめぐってガルフ・カルテルと張り合う。アマドに命じてカリ・カルテルの大量のコカインを中古のボーイング727を使いアメリカに空輸する。ウォルトはアマドの飛行機に追跡装置をつけるが、囮に騙されてチームのほとんどはカルテルに殺され、ウォルトはDEAサクラメント支局の閑職に左遷される。
1988年のメキシコ大統領選挙では、表では汚職追放を推し進めることを公約することでアメリカ政府からの支持も得て、裏ではフアン・ゲラやフェリクスらカルテルと兄弟を通じて密接な関係を保ちつつ、さらにPRIや選挙管理委員会の不正行為に助けられたカルロス・サリナス・デ・ゴルタリが、辛くも過半数を確保し大統領となり、今や「PRIの党友」となったフェリクスも大統領就任パーティーでこれを祝う。
フェリクスの密告により、1989年にロサンゼルス近郊でカリ・カルテルの20トンを超える大量の麻薬と1200万ドルを超える金が押収されたため、輸送費を払えなくなったカリ・カルテルはフェリクスにアメリカでの販売権を分け与える。フェリクスはエル・チャボの意見を取り入れ、裏切ったパルマを赦したものの、代わりにその妻子を殺して見せしめとし、これを知ったマリアは再びフェリクスから去る。

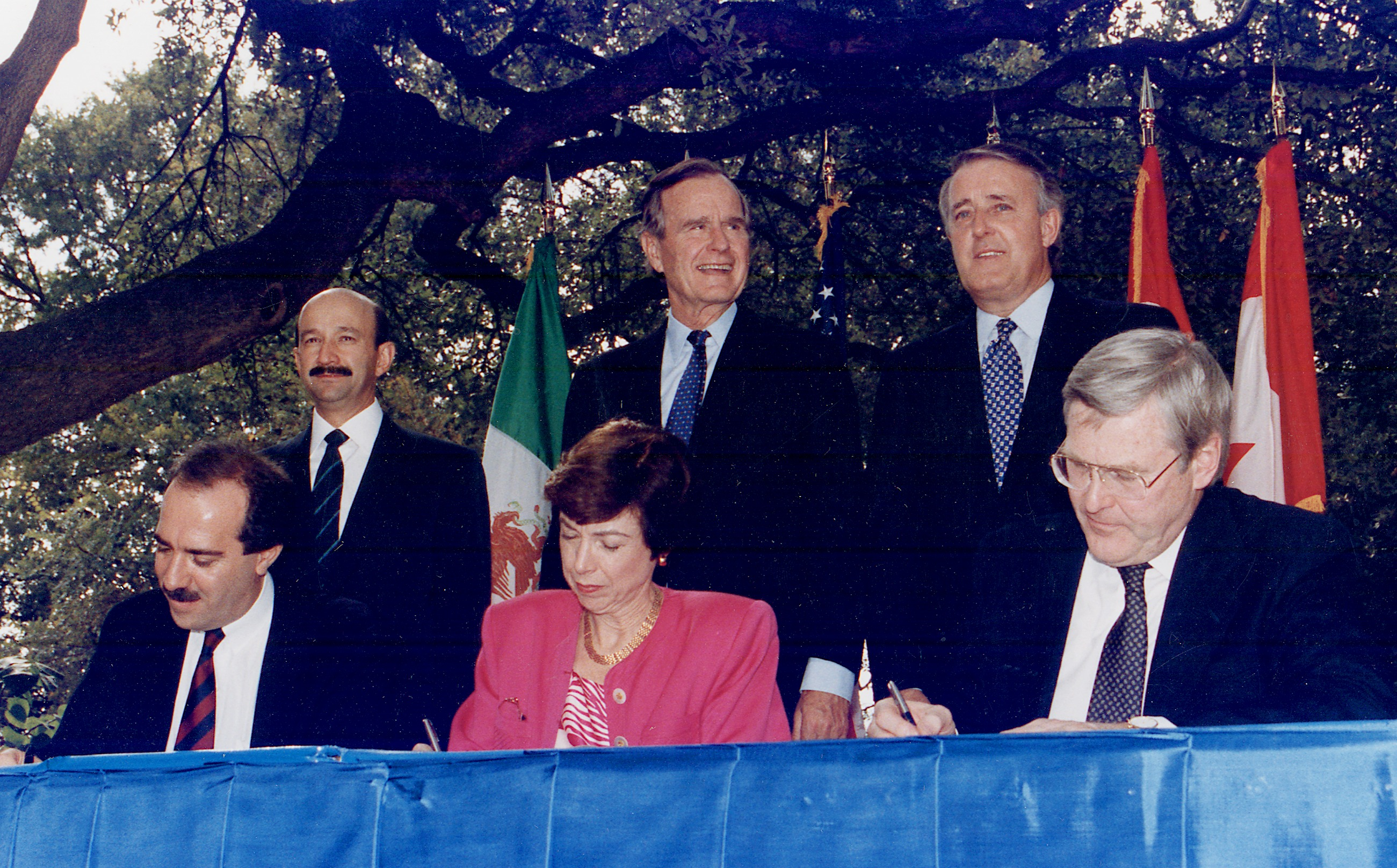
NAFTA調印式に参席したカルロス・サリナス・デ・ゴルタリ（左後/1992年）

フェリクスは各プラサを集めて会合を開くが、強引な手段をとるフェリクスに反発したアルジャーノ・フェリクス兄弟のティフアナ・カルテル、エル・チャポのシナロア・カルテル、そしてアマドのフアレス・カルテルはすべて連合から抜ける。またティフアナ・カルテルはイサベラをティフアナから追い出す。プラサを抜けたフアレス・カルテルはカリ・カルテルのアメリカへの麻薬輸送を請け負う。
さらにフェリクスの受難は続く。大統領に当選したデ・ゴルタリは、アメリカのレーガンと次いで1989年1月に大統領に就任したジョージ・H・W・ブッシュが中心となったNAFTAへの加盟を望まれることになるが、これにより「目に見える浄化」を求められたメキシコ政府からも見切られたフェリクスは、ついに1989年4月にカルデローニら連邦警察に逮捕される。
現場に復帰したウォルトに逮捕現場と刑務所で会ったフェリクスは、刑務所内でウォルトに「プラサ」崩壊に伴うカルテル間の抗争によるメキシコ麻薬戦争の激化を予想する。

### シーズン3
フェリクスの逮捕後、フェリクスの予想通りに各カルテルはバラバラの行動をとり、1990年代に入りメキシコ麻薬戦争は激化する。メキシコとアメリカ、カナダが加盟をする予定のNAFTAが経済に影響を与え始める。
国境越しにテキサス州のエルパソと接するチワワ州のシウダー・フアレスでは、アマドが逮捕されるも3か月後に釈放される。服役中に娘アナを失う。フアレス・カルテル内のライバルの指導者アギラルを殺す。パブロ・エスコバルが殺されてコロンビアのメデジン・カルテルが壊滅した機会をとらえ、パチョを通じメデジン・カルテルのライバルであるカリ・カルテルと同盟する。
シウダー・フアレスの警官ビクトルは、行方不明になった少女テレサを探す。ウォルトはエルパソの支局に勤務し、フアレス・カルテルへの潜入捜査をはかるも失敗する。妻が仕事を得たシカゴへの異動を申し出ながら、アマドの情報を得るためにビクトルに接近する。テレサの遺体が発見され、ビクトルは遺体に残ったDNAの検査と引き換えにアマド逮捕を狙うDEAに協力する。
しかし1992年のNAFTA署名後のメキシコの急激な経済危機のために、ビクトルはシウダー・フアレス警察の人員整理の対象となり、アマドの弟ビセンテの店の用心棒となりながらテレサ殺人犯を探して射殺するも、他にも犯人はおり女性の連続殺人は止まらない。そんな中でビクトルはDEAへの内通が露見して殺される。
国境越しにカリフォルニア州のサンディエゴに接するバハ・カリフォルニア州のティフアナでは、新聞「ラ・ボス（声）」の若手記者のアンドレアがティフアナ・カルテルを取材し、アレジャノ兄弟と与党「PRI」の政治家ハンク・ゴンザレスとの密接な関係を知る。フアレス・カルテルからハンクへの資金の流れを調査する、ラ・ボスもテロの標的になる。
アメリカ国境に面していないシナロア・カルテルはティフアナ・カルテルに払う通行税に苦しむ。国境ルートを奪うためにエル・チャポはベンハミンの誕生日パーティーを襲撃するも失敗する。両カルテルの全面抗争が始まり、1993年にはグアダラハラ空港でのカルテル間の銃撃戦で、フアン・ヘスス・ポサダス・オカンポ枢機卿が巻き添えで亡くなる。
これにはメキシコ国民からカルテルへの反発が強まり、メキシコ政府は軍のレボジョ将軍に両カルテルの撲滅作戦を任せ、ウォルトはシカゴ転勤を遅らせてティフアナに行き軍に協力する。シナロア・カルテルのエル・チャポは、1993年に逃走中にグアテマラで逮捕され収監される。ベンハミンは姿を隠す。軍とウォルトはラモンの子分の若者アレックスを捕らえて拷問して協力させるも、アレジャノ兄弟を見つけられない。
アマドは抗争を利用してハンクおよびカリ・カルテルと結び、ビジネスは隆盛する。だがカリ・カルテルは司法取引でパチョら幹部たちがコロンビア政府に自首して事業を縮小し、フアレス・カルテルとティフアナ・カルテルは共にドラッグの供給を絶たれる。1994年にティフアナでルイス・ドナルド・コロシオ次期大統領候補が暗殺される。
兄ベンハミンの不在中、弟ラモンとともにティフアナ・カルテルを仕切るエネディナはアマドに同盟を申し出るも拒否され、報復攻撃を仕掛ける。独立の麻薬輸送業者のエル・マヨは弱体化したシナロア・カルテルに加わり、アマドの協力を得てティフアナ・カルテルの事業を侵食し抗争は激化する。麻薬王となったアマドは引退を考え始める。
「ラ・ボス」のアンドレアのチームは、フアレス・カルテルがハンクに送るべき金をレボジョ将軍に送り、ティフアナ・カルテルの撲滅を頼んでいたことを知り記事にする。レボジョ将軍は汚職で逮捕されて軍の対カルテルの作戦は中止される。アマドはハンクを恐れて身を隠す。面目を失ったメキシコ政府とDEAもアマドの行方を探す。
アマドは1997年に顔の整形手術中に死亡した。ベンハミンは隠遁から復帰する。ウォルトはアレックスを証人としてティフアナ・カルテルから保護するも逃げられ、アレックスは遺体で見つかる。アンドレアの取材を受けて拷問を暴露する。「ラ・ボス」の編集長サルガドはティフアナ・カルテルに襲撃される。
エル・チャポはメキシコの刑務官を買収し、刑務所内からシナロア・カルテルを指揮し、ティフアナ・カルテルへの攻撃を止めさせ自分の権威の障害となる人物を移送させる。ハンクは追及を逃れる。エネディナはエル・マヨを追わせるが、報復にラモンを殺される。エル・マヨはフアレスを通る麻薬運送を考え、エル・チャポに脱獄を求める。

## 登場人物

### メキシコ人およびコロンビア人

#### グアダラハラ
- ミゲル・アンヘル・フェリクス・ガジャルド
  - 演 - ディエゴ・ルナ
  - 実在の人物。グアダラハラ・カルテルの指導者で創設者。シナロア州出身の元警察官。シーズン1と2の主人公。(S1-S2)
- マリア
  - 演 - フェルナンダ・ウレホラ
  - フェリクスの妻。(S1-S2)
- イサベラ
  - 演 - テレサ・ルイズ
  - フェリクスの幼馴染。ガールフレンド。(S1-S2)
- ドン・ネト
  - 演 - ホアキン・コシオ
  - 実在の人物。グアダラハラ・カルテルの幹部、アマド・カリージョ・フエンテスの叔父。
- ラファ
  - 演 - テノッチ・ウエルタ
  - グアダラハラ・カルテルの幹部、マリファナ栽培を担当。(S1-S2)

#### フアレス
- アマド・カリージョ・フエンテス
  - 演 - ホセ・マリア・ヤスピク、日本語吹替 - 水内清光
  - 実在の人物。フェリクスの部下、のちのフアレス・カルテルの指導者。
- パブロ・アコスタ
  - 演 - ヘラルド・タラセナ、日本語吹替 - 志村知幸
  - 実在の人物。アマドのパートナーでメンター。フアレス・カルテルの指導者。(S1-S2)
- ビクトル・タピア
  - 演 - ルイス・ヘラルド・メンデス
  - フアレスの警官 (S3)。

#### シナロア
- ヘクトル・ルイス・パルマ・サラザール
  - 演 - Gorka Lasaosa
  - シナロア・カルテルの指導者
- ホアキン・グスマン “エル・チャポ”
  - 演 - アレハンドロ・エッダ
  - 実在の人物。フェリクスの部下、のちのシナロア・カルテルの指導者。
- イスマエル・サンバダ・ガルシア"エル・マヨ"
  - 演 - Alberto Guerra
  - 実在の人物。独立の麻薬運送業者、のちのシナロア・カルテルの指導者。(S3)

#### ティフアナ
- ベンハミン・アレジャノ・フェリクス
  - 演 - アルフォンソ・ドサル
  - ティフアナ・カルテルの指導者。
- ラモン・アレジャノ・フェリクス
  - 演 - マヌエル・マサルバ、日本語吹替 - 白石兼斗
  - ティフアナ・カルテルの指導者。ベンハミンの弟。
- エネディナ・アレジャノ・フェリクス
  - 演 - メイラ・エルモシーヨ、日本語吹替 - 吉田麻実
  - ベンハミンの妹、ラモンの姉。ティファナ・カルテルの指導者。
- バロン
  - 演 - Bobby Soto
  - ティフアナ・カルテルのヒットマン。(S2-S3)
- アレックス・ホドヤン
  - 演 - Lorenzo Ferro
  - ラモンの子分の若者。(S3)
- アンドレア
  - 演 - ルイサ・ルビノ
  - ティフアナの新聞"ラ・ボス"の若手記者、シーズン3のナレーター。(S3)
- ラモン・サルガド
  - 演 - Alejandro Furth
  - "ラ・ボス"の創業者で編集長。(S3)

#### その他
- ギレルモ・ゴンザレス・カルデローニ
  - 演 - フリオ・セディーヨ、日本語吹替 - 石住昭彦
  - 実在の人物。フェリクスに近いが、DEAに協力するメキシコ司法警察幹部。(S1-S2)
- サルバドール・オスナ・ナバ
  - 演 - アーネスト・アルテリオ
  - メキシコ国家安全調査局局長でフェリクスの協力者。(S1)
- ハンク・ゴンザレス
  - 演 - Manuel Uriza
  - 政権与党「制度的革命党」の政治家。(S3)
- カルロス・サリナス・デ・ゴルタリ
  - 演 -
  - 実在の人物。表ではアメリカとつながり、裏でカルテルとつながり、制度的革命党の政治家として選挙不正をして1988年に大統領となる。後に亡命。(S2)
- ラウル・サリナス・デ・ゴルタリ
  - 演 -
  - 実在の人物。大統領の弟。シナロア・カルテルとつながる。(S2)
- ヘスス・グティエレス・レボジョ将軍
  - 演 - ホセ・ズニーガ
  - シナロア・カルテルおよびティフアナ・カルテルと闘うメキシコ軍将軍 (S3)
- フアン・ネポムセーノ・ゲーラ
  - 演 - ヘスス・オチョア
  - 実在の人物。メキシコのガルフ・カルテルの指導者。(S2-S3)
- パチョ・エレラ
  - 演 - アルベルト・アンマン
  - 実在の人物。コロンビアのカリ・カルテルの流通と警備担当幹部。『ナルコス』にも登場。
- パブロ・エスコバル
  - 演 - ヴァグネル・モウラ
  - 実在の人物。コロンビアのメデジン・カルテルの「麻薬王」。『ナルコス』の主役。(S1, S3)

### アメリカ人
- エンリケ・(キキ)・カマレナ
  - 演 - マイケル・ペーニャ、日本語吹替 - 石上裕一
  - 実在の人物。 DEA（麻薬取締局）捜査官。アメリカで出世に悩み、妻と共にグアダラハラ支局に赴任する。フェリクスの組織について貴重な情報を集めた人物。シーズン1の主人公。（S1）
- ミカ・カマレナ
  - 演 - アリッサ・ディアス、日本語吹替 - 中村千絵
  - キキの妻。(S1)
- ウォルト・ブレスリン
  - 演 - スクート・マクネイリー、日本語吹替 - 津田健次郎
  - DEA捜査官。シーズン2と3の主人公でレジェンダ作戦の指揮官。シーズン1と2のナレーター。
- ダニ・ブレスリン
  - 演 - Kristen Gutoskie
  - ウォルトの妻 (S3)。
- ジェームズ（ハイメ）・クイケンダール
  - 演 - マット・レッシャー（英語版）、日本語吹替 - 三上哲
  - DEAグアダラハラ支局長でキキの上司 (S1)。後にDEAエルパソ支局長でウォルトの上司 (S3)。
- ジョン・ギャヴィン
  - 演 - ユル・ヴァスケス、日本語吹替 - てらそままさき
  - アメリカ合衆国在メキシコ大使。(S1)
- ケニー
  - 演 - アレックス・ナイト、日本語吹替 - 岡井カツノリ
  - DEA捜査官。ウォルトの部下。(S2)
- サル
  - 演 - ジェシー・ガルシア、日本語吹替 - こばたけまさふみ
  - DEA捜査官。ウォルトの部下。(S2)
- ダリル
  - 演 - マット・ビエーデル、日本語吹替 - 田所陽向
  - DEA捜査官。ウォルトの部下。(S2)
- ビル・シュテックナー
  - 演 - エリック・ラング
  - CIAコロンビア支局長。(S1-S2)
- スティーブ・シェリダン
  - 演 - ボー・マーショフ
  - DEA捜査官。エルパソ支局勤務。(S3)

## エピソード

### シーズン1のエピソード
| 通算 話数 | タイトル                                       | 監督                 | 脚本                                           | 公開日         |
| --------- | ---------------------------------------------- | -------------------- | ---------------------------------------------- | -------------- |
| 1         | "キャメロット" "Camelot"                       | Josef Kubota Wladyka | Eric Newman & Clayton Trussell                 | 2018年11月16日 |
| 2         | "プラザ合意" "The Plaza System"                | Josef Kubota Wladyka | Carlo Bernard & ダグ・ミロ                     | 2018年11月16日 |
| 3         | "ゴッドファーザー" "El Padrino"                | Andrés Baiz          | Ashley Lyle & Bart Nickerson                   | 2018年11月16日 |
| 4         | "ラファ、ラファ、ラファ！" "Rafa, Rafa, Rafa!" | Andrés Baiz          | Scott Teems                                    | 2018年11月16日 |
| 5         | "コロンビアへ" "The Colombian Connection"      | アマト・エスカランテ | Andy Black                                     | 2018年11月16日 |
| 6         | "運命の国境" "La Última Frontera"              | アマト・エスカランテ | Jessie Nickson-Lopez & Clayton Trussell        | 2018年11月16日 |
| 7         | "大ボス" "Jefe de Jefes"                       | Alonzo Ruizspalacios | Ashley Lyle, Bart Nickerson & Clayton Trussell | 2018年11月16日 |
| 8         | "ノーと言おう" "Just Say No"                   | Alonzo Ruizspalacios | ダグ・ミロ                                     | 2018年11月16日 |
| 9         | "ロペ・デ・ベガ 881番地" "881 Lope de Vega"    | Andrés Baiz          | Clayton Trussell                               | 2018年11月16日 |
| 10        | "レジェンダ作戦" "Leyenda"                     | Andrés Baiz          | Carlo Bernard                                  | 2018年11月16日 |

### シーズン2のエピソード
| 通算 話数 | シーズン 話数 | タイトル                                                | 監督                 | 脚本                                             | 公開日        |
| --------- | ------------- | ------------------------------------------------------- | -------------------- | ------------------------------------------------ | ------------- |
| 11        | 1             | "セイブ・ザ・タイガー" "Salva El Tigre"                 | Andrés Baiz          | Carlo Bernard & Johnny Newman                    | 2020年2月13日 |
| 12        | 2             | "賽(さい)は投げられた" "Alea Iacta Est"                 | アマト・エスカランテ | Eric Newman & Eva Aridjis                        | 2020年2月13日 |
| 13        | 3             | "ルーベン・スノ・アルセ" "Ruben Zuno Arce"              | アマト・エスカランテ | Clayton Trussell                                 | 2020年2月13日 |
| 14        | 4             | "コカイン地下道" "The Big Dig"                          | Marcela Said         | ダグ・ミロ & Alec Ziff                           | 2020年2月13日 |
| 15        | 5             | "アレジャノ・フェリクス兄弟" "AFO"                      | Marcela Said         | Carlo Bernard & Clayton Trussell & Johnny Newman | 2020年2月13日 |
| 16        | 6             | "最適な候補" "El Dedazo"                                | Andrés Baiz          | Carlo Bernard                                    | 2020年2月13日 |
| 17        | 7             | "真実と和解" "Truth and Reconciliation"                 | アマト・エスカランテ | Clayton Trussell                                 | 2020年2月13日 |
| 18        | 8             | "政治体制の崩壊" "Se Cayó El Sistema"                   | アマト・エスカランテ | ダグ・ミロ                                       | 2020年2月13日 |
| 19        | 9             | "成長、反映、自由" "Growth, Prosperity, and Liberation" | Andrés Baiz          | Clayton Trussell                                 | 2020年2月13日 |
| 20        | 10            | "自由貿易協定" "Free Trade"                             | Andrés Baiz          | Carlo Bernard                                    | 2020年2月13日 |

### シーズン3のエピソード
| 通算 話数 | シーズン 話数 | タイトル                         | 監督                     | 脚本                             | 公開日        |
| --------- | ------------- | -------------------------------- | ------------------------ | -------------------------------- | ------------- |
| 21        | 1             | "潜入捜査" "12 Steps"            | Andrés Baiz              | Carlo Bernard                    | 2021年11月5日 |
| 22        | 2             | "花のように" "Como La Flor"      | Andres Baiz              | Clayton Trussell                 | 2021年11月5日 |
| 23        | 3             | "ナルコ・ジュニア" "Los Juniors" | ヴァグネル・モウラ       | Maggie Cohn                      | 2021年11月5日 |
| 24        | 4             | "グアダラハラ" "GDL"             | ヴァグネル・モウラ       | Wes Taylor                       | 2021年11月5日 |
| 25        | 5             | "共同戦線" "Boots on the Ground" | Alejandra Márquez Abella | Iturri Sosa                      | 2021年11月5日 |
| 26        | 6             | "新たなボス" "La Jefa"           | Alejandra Márquez Abella | Alec Ziff & Isaac Gomez          | 2021年11月5日 |
| 27        | 7             | "ラ・ボス" "La Voz"              | Luis Ortega              | Clayton Trussell and Maggie Cohn | 2021年11月5日 |
| 28        | 8             | "最後のひと仕事" "Last Dance"    | Luis Ortega              | Carlo Bernard & Clayton Trussell | 2021年11月5日 |
| 29        | 9             | "真実" "The Reckoning"           | Amat Escalante           | Carlo Bernard & Clayton Trussell | 2021年11月5日 |
| 30        | 10            | "闘いの日々" "Life in Wartime"   | Amat Escalante           | Carlo Bernard                    | 2021年11月5日 |

## 製作

### 準備
2016年9月6日、『ナルコス』のシーズン2の配信開始の直後、Netflixはシーズン3および4の更新を決定した。シーズン4の製作は2017年の後半、シーズン3の配信開始後に始まった。2018年7月18日、シーズン4は新シリーズ『ナルコス:メキシコ編』としてキャストを一新することが発表された。

### キャストおよびクルー
2017年12月、マイケル・ペーニャ と ディエゴ・ルナの主演が発表された 。数日後、Matt Letscherのレギュラー出演が発表された。 他には Tenoch Huerta Mejía、 Joaquín Cosío、Teresa Ruiz、Alyssa Diaz、José María Yazpikが出演する。
メキシコ人監督のアマト・エスカランテとAlonso Ruizpalaciosらが監督をする。

### ロケーション調査スタッフの殺害
2017年9月15日、シリーズのロケーション場所調査スタッフのCarlos Muñoz Portalが、メキシコ中央部のTemascalapaの郊外で複数の銃弾を受けて殺された。メキシコの司法長官は、目撃者はいないが捜査は継続すると発表した。麻薬ギャングの事件へのかかわりが取りざたされている 。2018年5月現在事件は解明されていない。